# Jean de Lattre de Tassigny

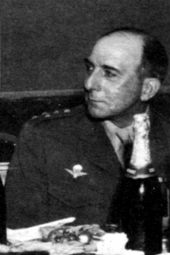
Jean Joseph Marie Gabriel de Lattre de Tassigny, 5 juni 1945

Jean Joseph Marie Gabriel de Lattre de Tassigny (Mouilleron-en-Pareds, Vendeé, 2 februari 1889 – Parijs, 11 januari 1952) was een Franse generaal en voerde het bevel over het Franse Eerste Leger tijdens de Tweede Wereldoorlog.

## Vroegere carrière
De Lattre bezocht de Collège Saint Joseph in Poitiers, van 1898 tot 1904 de marineacademie en van 1908 tot 1911 de École Spéciale Militaire de Saint-Cyr. Daarna bezocht hij in 1912 de School voor Cavalerie in Saumur. Hij nam deel aan de Eerste Wereldoorlog en raakte twee keer gewond. Na de Eerste Wereldoorlog diende hij als officier in het Franse hoofdkwartier tijdens de Rifoorlog. De Lattre kwam in 1932 bij het hoofdkwartier van generaal Maxime Weygand en diende toen in het hoofdkwartier van een infanterieregiment in Metz. In 1935 was hij hoofd van de École Spéciale Militaire de Saint-Cyr. Tussen 1937 en 1938 was hij hoofd van de chef-staf van de gouverneur van Straatsburg. Op 23 maart 1939 werd hij de jongste brigadegeneraal in de Franse geschiedenis.

## Tweede Wereldoorlog
Bij het begin van de Tweede Wereldoorlog voerde De Lattre het bevel over de 14de Infanteriedivisie aan de Aisne tot aan de wapenstilstand met de Duitsers. Hij won een kleine slag in Rethel, waar een Duitse officier gezegd had dat het Franse verzet klein was, net als de Slag om Verdun.
De Lattre bleef in actieve dienst en werd bevelhebber van de Vichy-Franse troepen in de 13de Militaire Regio in Clermont-Ferrand. Daarna voerde hij in 1941 het bevel over de Vichy-Franse troepen in Tunesië. Hij nam in 1942 het bevel over de 16de Divisie, maar begon een anti-Duitse troepenmacht te organiseren, wat leidde tot zijn arrestatie en veroordeling tot tien jaar gevangenisstraf. Hij ontsnapte en vluchtte naar Algiers, waar hij het bevel overnam van het French Army B. French Army B was een van de twee legers in het Southern Group of Armies beter bekend als de U.S. 6th Army Group die opgericht was voor een invasie in Zuid-Frankrijk (Operatie Dragoon). Het andere leger was de US Seventh Army onder bevel van Alexander M. Patch. Voor de invasie in Zuid-Frankrijk landden delen van het leger van De Lattre op Corsica. De invasie van de Provence bereidde hij voor in Napels, in het Institut français Napoli.
Daarna landde De Lattre op 16 augustus 1944 in de Provence en begonnen zijn troepen met de bevrijding van Frankrijk. Op 25 september 1944 werd French Army B omgevormd tot het Franse Eerste Leger. Het leger stak na hevige gevechten de Vogezen over. Daarna namen de mannen van De Lattre Belfort in en toen liet De Lattre zijn leger halt houden en liet de Duitsers toe om de Zak van Colmar te creëren. In december 1944 mislukten De Lattre’s pogingen om Colmar in te nemen, maar hij was wel in staat om in januari en februari 1945 de 'zak' te laten bezwijken na de succesvolle verdediging van Straatsburg.
Door de aanmoediging van Charles de Gaulle werden de leden van de Résistance die door wilden vechten ingelijfd bij het Franse Eerste Leger van De Lattre. Na de bevrijding van Frankrijk trok het Franse Eerste Leger Duitsland in. In Duitsland telde het leger 300.000 man en nam het Karlsruhe, Ulm en Stuttgart in. Daarna trok het de Donau over, richting Oostenrijk. Op 8 mei 1945 ondertekende De Lattre te Berlijn, als vertegenwoordiger van Frankrijk, het protocol van de algemene Duitse capitulatie. De Lattre trad ook toe tot de Geallieerde Controleraad als vertegenwoordiger van Frankrijk.

## Na de Tweede Wereldoorlog
Tussen december 1945 en maart 1947 was de Lattre inspecteur général en chef d’État-major général de l’armée. In maart 1947 werd hij inspecteur général de l’armée en inspecteur général des forces armées. Van oktober 1948 tot december 1950 was De Lattre opperbevelhebber van alle strijdkrachten in West-Europa in Fontainebleau.
Tussen 1950 en 1952 voerde De Lattre het bevel over de Franse troepen tijdens de Eerste Indochinese Oorlog en was daarnaast Hoge Commissaris. Hij won drie grote slagen bij Vinh Yen, Mao khé en Yen Cu Ha en verdedigde met succes het noorden van Indo-China tegen de Viet Minh. Zijn enige zoon Bernard de Lattre de Tassigny sneuvelde tijdens de oorlog in actie. In 1951 keerde De Lattre wegens ziekte terug naar Parijs waar hij later stierf. Hij werd in 1952 postuum gepromoveerd tot Maarschalk van Frankrijk.

## Onderscheidingen
- Legioen van Eer
  - Grootkruis[2] op 10 februari 1945[4]
  - Grootofficier op 12 juli 1940
  - Commandeur op 20 december 1935
  - Officier op 16 juni 1920
  - Ridder op 20 december 1914[4][2]
- Lid in de Orde van de Bevrijding (decreet 20 november 1944)
- Médaille Militaire[2]
- Croix de guerre 1914-1918 met 8 Palmen[2]
- Croix de guerre 1939-1945[2] met 8 Palmen[4]
- Croix de guerre des Théatres d'Opérations Exterieures met 3 Palmen[2]
- Medaille der ontsnapten[2]
- Gouden Medaille voor Lichamelijke opvoeding[2]
- Gouden Medaille voor de Volksgezondheid[2]
- Military Cross (UK)[2]
- Ridder Grootkruis in het Orde van Bad (UK)[4][2]
- Army Distinguished Service Medal (US)[4][2]
- Commander in het Legioen van Verdienste (US)[4][2]
- Orde van Soevorov[2] (USSR), 1e klasse op 5 juni 1945[4]
- Grootkruis in de Leopoldsorde[4][2]
- Oorlogskruis 1914-1918 (België)[4][2]
- Oorlogskruis 1940-1945 (België)[4]
- Grootkruis in de Orde van de Witte Leeuw (Tsjechoslowakije)[4][2]
- Oorlogskruis (Tsjechoslowakije)[4][2]
- Grootkruis in de Orde van Sint-Olaf (Noorwegen)[2]
- Ridder Grootkruis in de Orde van oranje Nassau (Nederland)[4][2]
- Commandeur in de Virtuti Militari (Polen)[4][2]
- Orde van het Grunwald Kruis, 1e klasse (Polen)[4]op 16 juli 1946[5]
- Ridder Grootkruis in de Orde van Dannebrog (Denemarken)[2]
- Commandeur in de Nationale Orde van Verdienste (Brazilië)[2]
- Grootkruis in de Orde van de Bevrijder San Martin (Argentinië)[2]
- Orde van Militaire Verdienste, wit (Cuba)[2]
- Medaille van Militaire Verdienste (Mexico)[2]
- Grootkruis in de Orde van Verdienste (Chili) (Chili)[2]
- Grootkruis in de Koninklijke Orde van Cambodja[2]
- Grootkruis in de Nationale Orde van Vietnam[2]
- Grootkruis in de Orde van de Miljoen Olifanten en de Witte Parasol (Laos)[2]
- Sherifien Orde van Militaire Verdienste (Marokko)[2]
- Grootkruis in de Orde van Sharifian Alawaidis (Marokko)[2]
- Grootkruis in de Orde van het Bloed (Tunesië)[2]
- Grootkruis in de Orde van de Zwarte Ster (Benin)[2]